# متوکسی‌کلر
متوکسی‌کلر (به انگلیسی: Methoxychlor) یک ترکیب شیمیایی با شناسه پاب‌کم ۴۱۱۵ است. که جرم مولی آن 345.65 g/mol می‌باشد. 